# 헤로니모 임
헤로니모 임(Jeronimo Lim Kim, 한국명 : 임은조, 1926 ~ 2006)은 쿠바 한인 2세대이자, 독립운동가인 임천택의 장남이다. 쿠바 산업부 차관과 쿠바한인회장을 역임했다.

## 생애
97년 국민훈장 동백장에 추서된 아버지 임천택(85년 작고)씨가 1926년 마탄사스의 에네켄 농장에서 노역하던 와중에 태어났다.
1946년 아바나대 법대에 진학한 뒤 5년제 법대 졸업을 1년 앞둔 49년 헤로니모는 학업을 접고 카스트로와 함께 진보정당 ‘오르토독소(Ortodoxo)’에 입당함으로써 바티스타 독재정권에게 본격적으로 저항하는 직업혁명가가 됐다. 이후 10년동안 그는 출생지인 마탄사스 일대에서 같은 과 동기생인 피델 카스트로 국가평의회 의장과 도시게릴라 활동을 펼치는 등 사회주의 직업혁명가로 활동했다. 1959년 혁명 후 경찰공무원으로 입문해 산업부 차관을 지냈고 88년 퇴직 후에는 아바나 인근의 소도시 키테라스시장 선거에 출마해 당선되기도 했다.
혁명정부 경찰청에서 인사·법무담당관을 지내다가 1963년 산업부 인사담당관으로 옮겨 쿠바의 혁명영웅인 체 게바라가 산업부장관을 지낼 당시 차관으로 4년 동안 함께 일하는 등 쿠바의 대표적인 국가원로였다.
1988년 식량구매국장을 끝으로 정부에서 물러난 뒤에도 아바나 근교 키테라스 시장에 선출된 데 이어 차관급인 동아바나 인민위원장으로 뽑혀 한인으로는 최고위직에 오른다. 쿠바 정부는 최고 훈장 등 10여 개의 훈장을 수여했다. 쿠바 혁명의 영웅이지만, 1980년대 말부터 불어 닥친 경제난 속에 생활 전선에 뛰어들어야 했다. 은퇴 뒤에는 정부로부터 선물 받은 소련제 라다 승용차로 택시 운전을 하며 한인 후손들을 모아 한인회를 조직하고 한글과 한국 문화도 가르쳤다. 부인 크리스티나는 간이 음식점을 열었다.
헤로니모가 본격적인 쿠바 한인 사회의 리더 역할을 한 건 1995년부터다. 광복 50주년 세계한민족축전에 초청돼 한국 땅을 밟은 헤로니모는 쿠바 내 한인 사회 재건을 결심한다. 1995년, 헤로니모는 쿠바 한인 대표로 ‘정부 광복 50주년 세계 한민족축전’에 초청됐다. 그의 부친 임천택이 그토록 갈망하던 한국 땅을 밟으며, 그에게는 쿠바 한인들을 위한 세 가지 꿈이 생겼다. 첫째, 쿠바에 처음 정착한 최초 한인들의 역사를 잊지 않기 위해 여동생 마리타를 도와 ‘쿠바의 한인들’이라는 역사책을 발간하는 것. 둘째, 고향 한국의 소식을 듣고, 쿠바 내에 한국의 문화와 역사, 언어를 배울 수 있는 학교를 운영하는 것. 그리고 마지막. 쿠바 내 한인의 존재를 입증하기 위해 ‘쿠바 내 한인회 설립’하는 것.
귀국하여 별세할 때까지 11년간 쿠바 한인들의 정체성을 수립하기 위해 한글학교를 건립하고, 아직 미완인 한인회 설립을 위해 헌신했다. 헤로니모의 가장 큰 숙원은 쿠바 내 한인회 설립이었다. 공식 한인회 설립을 위해선 한인의 존재를 입증해야 한다는 정부의 요청에 헤로니모는 자신의 차를 몰고 쿠바 방방곡곡을 돌며 한인들을 만났다. 현지 신문에 광고까지 내가며 열정을 쏟았다. 쿠바 이주 80주년인 2001년 한인들이 첫발을 들였던 마나티, 초기 정착지인 엘볼로 지역에 한인들의 이주와 정착을 알리는 기념비를 세우기도 했다. 두 기념비는 모두 조국을 그리는 마음에 서쪽을 향해 지었다. 숙원이었던 한인회 설립은 쿠바 정부의 불허로 여전히 이뤄지지 않았다.
`쿠바의 한인들'(코레아노스 엔 쿠바)은 2001년 임천택의 딸 마르타 림김(한국 이름 임은희)씨가 남편 라울 루이스씨와 함께 펴냈다. 임천택이 남긴 38쪽 분량의 `쿠바이민사' 등 각종 자료와 고령의 한인 2세들의 증언을 토대로 `만든 책이다.
쿠바 이주 80주년이던 2001년. 헤로니모는 ‘FRENTE HACIA EL OESTE, 전면을 고향이 있는 서쪽을 향하도록 하라’는 뜻에서 서쪽을 향해 ‘한인 이주기념비’를 세웠다. 이민 80주년을 맞아 2001년 3월 한인들의 최초 도착지였던 마나티항구에서 미국 한인장로회의 도움으로 이민 80주년 기념식과 함께 기념비 제막식을 가졌다.
2006년 1월 19일 별세했다. 아내 크리스티나, 장남 쿠바 동방대학 경제학 교수인 넬슨 장 림이다.

## 같이 보기
- 재멕시코 한국인